# On Sunset
On Sunset — пятнадцатый студийный альбом британского рок-музыканта Пола Уэллера (бывшего фронтмена рок-групп The Jam и The Style Council), планировавшийся к изданию на 12 июня, но из-за пандемии COVID-19, вышедший 3 июля 2020 года на лейбле Polydor.

## Об альбоме
Это был первый альбом за несколько лет, в котором принял участие бывший коллега Уэллера по группе Style Council Мик Тэлбот, сыгравший на нескольких композициях.
On Sunset по сравнению с предыдущими альбомами A Kind Revolution и True Meanings представляет собой более экспериментальный альбом, он одновременно соул-альбом, электронный альбом, оркестровый альбом и альбом, наполненный поп-песнями и душевными балладами.

## Отзывы
| Совокупная оценка    | Совокупная оценка |
| Источник             | Оценка            |
| -------------------- | ----------------- |
| Metacritic           | 82/100            |
| Оценки критиков      |                   |
| Источник             | Оценка            |
| AllMusic             | [ 6 ]             |
| The Guardian         | [ 7 ]             |
| The Independent      | [ 8 ]             |
| New Musical Express  | [ 9 ]             |
| The Line of Best Fit | [ 4 ]             |
| The Observer         | [ 10 ]            |

Альбом получил положительные отзывы музыкальных критиков и интернет-изданий. Он получил 82 из 100 баллов на интернет-агрегаторе Metacritic.
Стивен Томас Эрлевайн из AllMusic провозгласил, что «On Sunset» ощущается «свежим» и «явно принадлежащим Веллеру».
Патрик Кларк из New Musical Express написал, что «В сердце On Sunset есть легкость прикосновения и нежность».
В The Line of Best Fit Келли Скэнлон отметил On Sunset как альбом, восстанавливающий Уэллера в качестве хранителя традиций мод-музыки, «но это также альбом, в котором он видит редкий взгляд в зеркало заднего вида, когда он мчится в 2020-е годы» и увидели в нём одновременно капсулу времени 80-х годов и современное творение.
Китти Эмпайр прокомментировала в The Observer: «Это не тот закат, на котором маячит смертность, но где более мягкий вечерний свет окрашивает всё в свежие тона. Здесь есть тепло и поддержка, подкреплённые игривой россыпью озорных звуков; оркестровая душа с красноречивыми причудами; нюансы, напоминающие о второй группе Уэллера, Style Council».

## Коммерческий успех
On Sunset занял первое место в британском чарте UK Albums Chart (это пятый альбом Уэллера номер один в Великобритании).

## Список композиций
| №                   | Название            | Длительность |
| ------------------- | ------------------- | ------------ |
| 1.                  | «Mirror Ball»       | 7:36         |
| 2.                  | «Baptiste»          | 3:05         |
| 3.                  | «Old Father Tyme»   | 3:56         |
| 4.                  | «Village»           | 3:20         |
| 5.                  | «More»              | 6:54         |
| 6.                  | «On Sunset»         | 6:34         |
| 7.                  | «Equanimity»        | 3:54         |
| 8.                  | «Walkin'»           | 3:56         |
| 9.                  | «Earth Beat»        | 4:18         |
| 10.                 | «Rockets»           | 4:20         |
| Общая длительность: | Общая длительность: | 47:53        |

| №   | Название                     | Длительность |
| --- | ---------------------------- | ------------ |
| 11. | «4th Dimension»              | 5:35         |
| 12. | «Ploughman»                  | 3:14         |
| 13. | «I'll Think of Something»    | 4:06         |
| 14. | «On Sunset» (orchestral mix) | 3:59         |
| 15. | «Baptiste» (instrumental)    | 3:07         |

| №                   | Название            | Длительность |
| ------------------- | ------------------- | ------------ |
| 16.                 | «Failed»            | 2:55         |
| Общая длительность: | Общая длительность: | 70:58        |

- «Failed» была позднее перезаписана для следующего альбмоа Fat Pop (Volume 1).

## Участники записи
Подробнее см. также «On Sunset Musicians» в английском разделе.
- Пол Уэллер — ведущий вокал (1-10), бэк-вокал (1-10), электрогитара (1-6,8-10), акустическая гитара (1,3-7,10), фортепиано (1-5,7-10), Rhodes (1,4,8,9), синтезаторы (1,8,9), Mellotron (1,5,7,8,10), Mad Hammond (1,7, 10), перкуссия (2,5), бас (3-5,8,9), вибрации Mellotron (3,4,6), хлопки (3,5), Wurly (4), струны Mellotron (4), Monotron (4), семплы (8), электрический ситар (9), филикорды (9), орган Hammond (9)
- Дэйв Борастон — труба (3,5)
- Стив Брукс — лидер-гитара (2), электрогитара (8)
- Col3trane — дополнительный вокал (9)
- Стив Крэдок — электрогитара (1,6,7,10), акустическая гитара (1), Moog (1)
- Энди Крофтс — бас (1,2,6,7,10), Moog (1,6), бэк-вокал (1,6-9), меллотрон (2,8)
- Иззи Данн — виолончель (5), бэк-вокал (5)
- Энтони Гейлард — тенор-саксофон (3,5)
- Бен Горделье — ударные (1-10), перкуссия (1-10), программирование ударных (3), электрогитара (9)
- Джули Грос — ведущий вокал (5), бэк-вокал (5)
- Джессами Холдер — баритон-саксофон (2,6-8,10)
- Мик Талбот — Хаммонд-орган (2,4,8)
- другие…

## Позиции в чартах
| Чарт (2020)                                | Высшая позиция |
| ------------------------------------------ | -------------- |
| Австралия (ARIA)                           | 96             |
| Австрия (Ö3 Austria)                       | 20             |
| Бельгия/Фландрия (Ultratop)                | 15             |
| Бельгия/Валлония (Ultratop)                | 50             |
| Нидерланды (Album Top 100)                 | 30             |
| Франция (SNEP)                             | 152            |
| Германия (Offizielle Top 100)              | 11             |
| Ирландия (Irish Albums Chart)              | 4              |
| Италия (FIMI)                              | 81             |
| Япония (Hot Albums, Billboard Japan)       | 57             |
| Япония (Top Albums Sales, Billboard Japan) | 20             |
| Япония (Oricon)                            | 24             |
| Шотландия (Scottish Albums Chart)          | 1              |
| Испания (PROMUSICAE)                       | 40             |
| Швейцария (Schweizer Hitparade)            | 15             |
| Великобритания (UK Albums Chart)           | 1              |